# Bolívia az 1992. évi téli olimpiai játékokon
Bolívia a franciaországi Albertville-ben megrendezett 1992. évi téli olimpiai játékok egyik részt vevő nemzete volt. Az országot az olimpián 1 sportágban 5 sportoló képviselte, akik érmet nem szereztek.

## Alpesisí
Férfi
| Versenyző            | Versenyszám      | 1. futam | 1. futam | 2. futam | 2. futam | Összesítés | Összesítés |
| Versenyző            | Versenyszám      | Idő      | Hely.    | Idő      | Hely.    | Idő        | Helyezés   |
| -------------------- | ---------------- | -------- | -------- | -------- | -------- | ---------- | ---------- |
| Carlos Aramayo       | Óriás-műlesiklás | 1:38,83  | 108.     | 1:45,46  | 86.      | 3:24,29    | 87.        |
| Manuel Aramayo       | Műlesiklás       | 1:27,27  | 72.      | 1:25,29  | 59.      | 2:52,56    | 57.        |
| Guillermo Avila      | Műlesiklás       | 1:13,94  | 65.      | 1:14,31  | 53.      | 2:28,25    | 50.        |
| Guillermo Avila      | Óriás-műlesiklás | 1:24,68  | 90.      | 1:26,09  | 77.      | 2:50,77    | 77.        |
| José-Manuel Bejarano | Műlesiklás       | 1:30,13  | 76.      | 1:24,55  | 57.      | 2:54,68    | 59.        |
| José-Manuel Bejarano | Óriás-műlesiklás | 1:36,47  | 103.     | 1:50,88  | 88.      | 3:27,35    | 89.        |
| Daniel Stahle        | Műlesiklás       | 1:23,45  | 70.      | 1:24,97  | 58.      | 2:48,42    | 56.        |
| Daniel Stahle        | Óriás-műlesiklás | 1:33,56  | 102.     | 1:38,80  | 83.      | 3:12,36    | 83.        |